# Commune fusionnée de Stromberg
La Commune fusionnée de Stromberg est une municipalité allemande située dans le land de Rhénanie-Palatinat et l'Arrondissement de Bad Kreuznach.

## Historique
Combat de Stromberg
Le 20 mars 1793, le général Custine, combat les Prussiens à Stromberg et les poursuit vivement. Le chef d'escadron Clarke et le 1er bataillon de volontaires de la Corrèze s'y distinguent particulièrement.